# Aimag
Aimag és la paraula que en llengua mongol i en les llengües turqueses significa ‘tribu’. També s'utilitza per a designar una divisió administrativa a Mongòlia. Mongòlia està dividia en 21 aimags (mongol: аймаг), de vegades es tradueix com a ‘província’). Cada aimag se subdivideix en diversos sums. La capital de Mongòlia, Ulan Bator, es governa com un municipi independent separat de l'aimag de Tov Aimag, on està .
| Aimag                     | En mongol   | Sums 2009 | Bags 2009 | Població        | Població        | Població        | Població        | Superfície (km²) | Densitat (/km²) | Capital        | En mongol   |
| Aimag                     | En mongol   | Sums 2009 | Bags 2009 | 1979-01-05 Cens | 1989-01-05 Cens | 2000-01-05 Cens | 2009-12-31 est. | Superfície (km²) | Densitat (/km²) | Capital        | En mongol   |
| ------------------------- | ----------- | --------- | --------- | --------------- | --------------- | --------------- | --------------- | ---------------- | --------------- | -------------- | ----------- |
| Arkhangai                 | Архангай    | 19        | 99        | 77.575          | 84.517          | 97.091          | 92.449          | 55.313,82        | 1,67            | Tsetserleg     | Цэцэрлэг    |
| Província de Bayan-Ölgii  | Баян-Өлгий  | 13        | 86        | 71.416          | 90.911          | 91.068          | 101.848         | 45.704,89        | 2,23            | Ölgii          | Өлгий       |
| Província de Baiankhongor | Баянхонгор  | 20        | 103       | 63.048          | 74.574          | 84.779          | 85.365          | 115.977,80       | 0,74            | Bayankhongor   | Баянхонгор  |
| Província de Bulgan       | Булган      | 16        | 74        | 42.398          | 51.910          | 61.776          | 62,340          | 48.733,00        | 1,28            | Bulgan         | Булган      |
| Província de Darkhan-Uul  | Дархан-Уул  | 4         | 24        | 50.572          | 85.737          | 83.271          | 90,050          | 3.275,00         | 27,50           | Darkhan        | Дархан      |
| Província de Dornod       | Дорнод      | 14        | 63        | 58.860          | 81.073          | 75.373          | 73.625          | 123.597,43       | 0,60            | Choibalsan     | Чойбалсан   |
| Dornogovi                 | Дорноговь   | 14        | 60        | 42.349          | 57.103          | 50.575          | 58.318          | 109.472,30       | 0,53            | Sainshand      | Сайншанд    |
| Província de Dundgovi     | Дундговь    | 15        | 66        | 38.937          | 49.320          | 51.517          | 47.671          | 74.690,32        | 0,64            | Mandalgovi     | Мандал-Говь |
| Província de Govi-Altai   | Говь-Алтай  | 18        | 83        | 55.884          | 62.773          | 63.673          | 59.376          | 141.447,67       | 0,42            | Altai (ciutat) | Алтай       |
| Província de Govisümber   | Говь-Сүмбэр | 3         | 10        | -*              | -*              | 12.230          | 13.293          | 5.541,80         | 2,40            | Choir          | Чойр        |
| Província de Khentii      | Хэнтий      | 17        | 83        | 52.784          | 73.804          | 70.946          | 71.458          | 80.325,08        | 0,89            | Öndörkhaan     | Өндөрхаан   |
| Província de Khovd        | Ховд        | 17        | 91        | 62,565          | 76.553          | 86.831          | 88.505          | 76.060,38        | 1,16            | Khovd          | Ховд        |
| Província de Khövsgöl     | Хөвсгөл     | 23        | 125       | 88.500          | 101.833         | 119.063         | 124.108         | 100.628,82       | 1,23            | Mörön          | Мөрөн       |
| Província d'Ömnögovi      | Өмнөговь    | 15        | 56        | 32.929          | 42.445          | 46.858          | 49.333          | 165.380,47       | 0,30            | Dalanzadgad    | Даланзадгад |
| Província d'Orkhon        | Орхон       | 2         | 22        | 31.851          | 56.136          | 71,525          | 83.145          | 844,00           | 98,51           | Erdenet        | Эрдэнэт     |
| Província d'Övörkhangai   | Өвөрхангай  | 19        | 105       | 82.504          | 96,510          | 111,420         | 117.513         | 62.895,33        | 1,87            | Arvaikheer     | Арвайхээр   |
| Província de Selenge      | Сэлэнгэ     | 17        | 49        | 65.118          | 86.952          | 99,950          | 103.459         | 41.152,63        | 2.51            | Sükhbaatar     | Сүхбаатар   |
| Província de Sükhbaatar   | Сүхбаатар   | 13        | 66        | 43.229          | 50.846          | 56.166          | 54.955          | 82.287,15        | 0,67            | Baruun-Urt     | Баруун-Урт  |
| Província de Töv          | Төв         | 27        | 97        | 80.547          | 100.088         | 99.268          | 88.503          | 74.042,37        | 1.20            | Zuunmod        | Зуунмод     |
| Uvs                       | Увс         | 19        | 92        | 72.302          | 83.958          | 90.037          | 78.801          | 69.585,39        | 1,13            | Ulaangom       | Улаангом    |
| Província de Zavkhan      | Завхан      | 24        | 114       | 79.990          | 88.518          | 89.999          | 79.320          | 82.455,66        | 0,96            | Uliastai       | Улиастай    |

*- L'aimag de Govisümber va ser separat de l'aimag de Dornogovi l'any 1994.

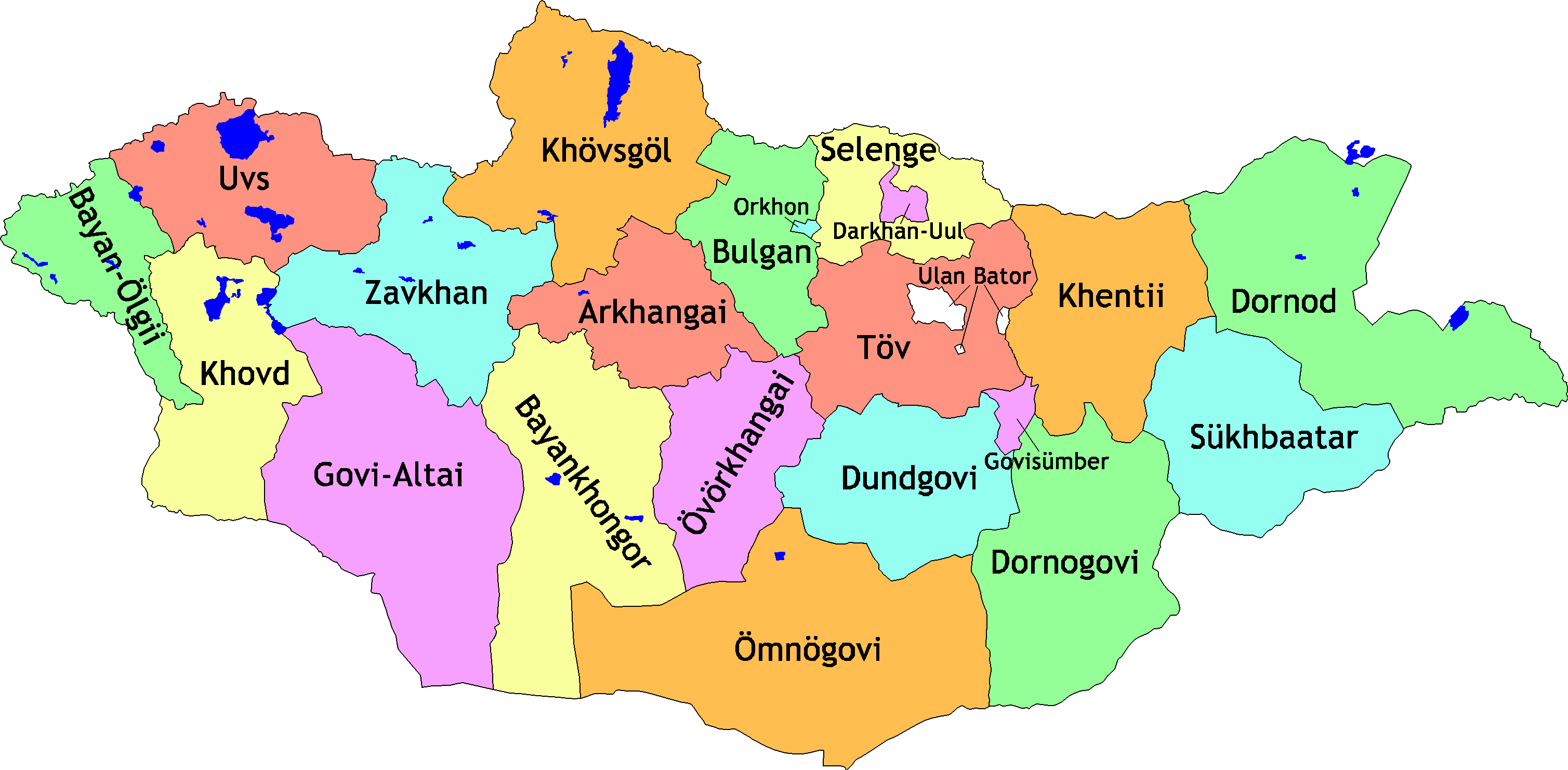
Mapa dels aimags de Mongòlia

## Història

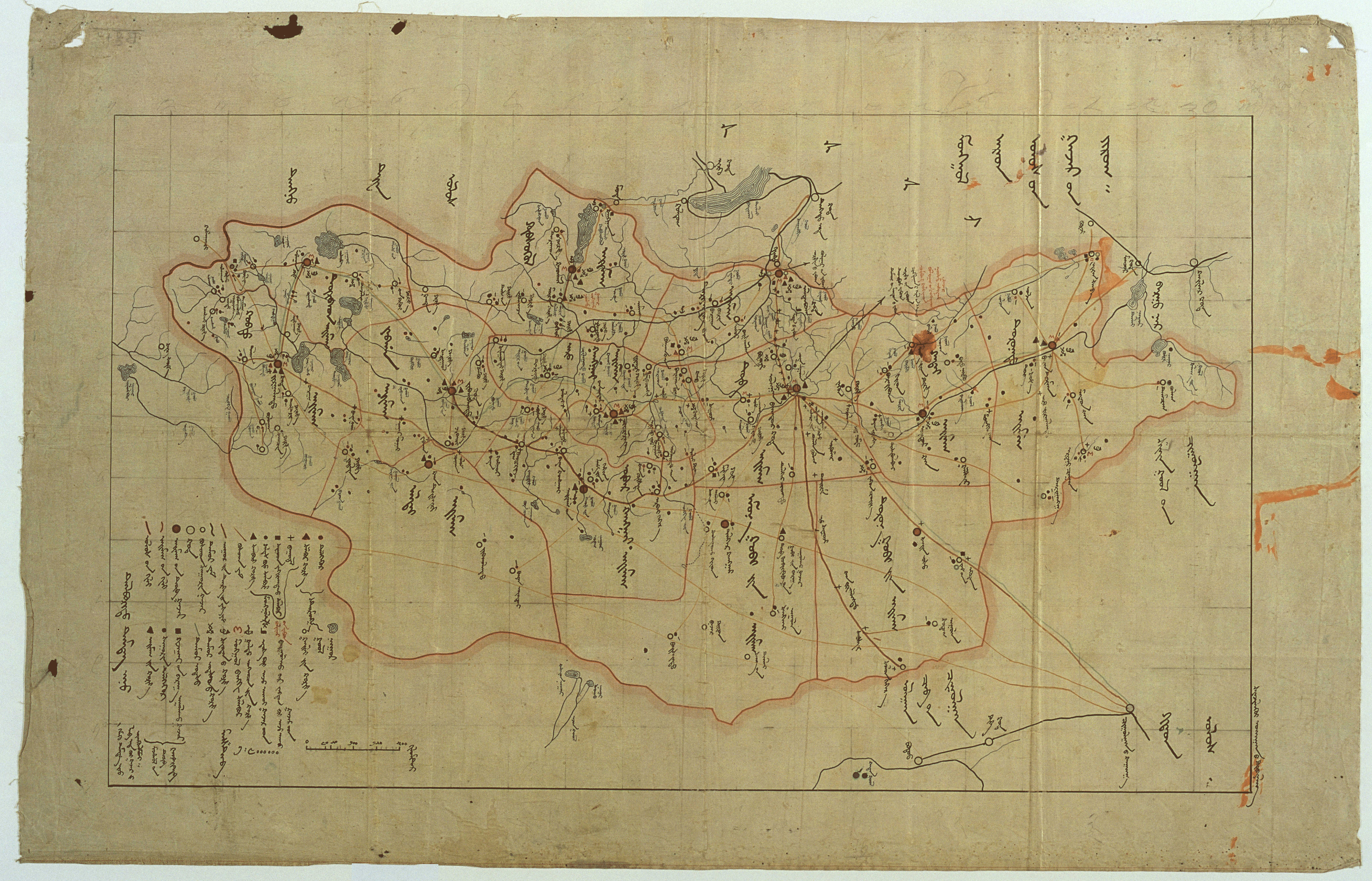
Aimags de Mongòlia el 1932

Durant la dinastia Qing, el territori de la Mongòlia exterior es va dividir (d'est a oest) en els kanats de Setsen, Tüsheet, Sain Noyon i Zasagt, a més de la província de Khovd. Després de la segona declaració d'independència de Mongòlia, el 1921, els aimags van canviar de nom a Khaan Khentii Uulyn, Bogd Khan Uulyn, Tsetserleg Mandal Uulyn i Khan Taishir Uulyn, respectivament. La superfície de Khovd es va convertir en dos aimags anomenats Chandmani Uulyn i Delger Ikh Uulyn, el darrer fusionat després amb l'aimag Tsetserleg Mandal Uulyn.